# Albert Cameron Instituut
Het Albert Cameron Instituut (ACI) was een Surinaamse opleiding in Paramaribo tot onderwijzer in het kleuteronderwijs.

## Geschiedenis
Het instituut is vernoemd naar Albert Cameron, de oud-minister van Onderwijs (NPS) van 1963 tot 1967. Het werd in 1952 opgericht.
De animo voor het ACI liep in de tweede helft van de jaren 2010 terug toen jongeren meer belangstelling kregen voor les aan het Instituut voor Middelbaar Economisch en Administratief Onderwijs (Imeao). In 2017 stelde het hierom meerdere lokalen ter beschikking aan het Imeao. Een ander probleem waar de school in die tijd mee kampte, was het lage slagingspercentage.
Medio 2018 besloot het ministerie van OWC om de ACI op te heffen, om zodoende lokalen vrij te maken voor leerlingen van het Imeao. De school werd in de loop van het erop volgende schooljaar overgenomen door het Surinaams Pedagogisch Instituut. Hierbij werden de leerlingen en een deel van de leerkrachten overgenomen.